# Руські князі
Руські князі — князі з династії Рюриковичів, що правили у Київській Русі IX—XIII ст., Руському королівстві ХІІІ—XIV ст., Великому князівстві Смоленському, Тверському, Московському XIV—XVI ст., а також були підданими у Великому князівстві Литовському XIV—XVIII ст.